# Вест-Гавр (Монтана)
Вест-Гавр (англ. West Havre) — переписна місцевість (CDP) в США, в окрузі Гілл штату Монтана. Населення — 290 осіб (2020).

## Географія
Вест-Гавр розташований за координатами 48°32′49″ пн. ш. 109°43′51″ зх. д. / 48.54694° пн. ш. 109.73083° зх. д. (48.547045, -109.730810).  За даними Бюро перепису населення США в 2010 році переписна місцевість мала площу 4,92 км², уся площа — суходіл.

## Демографія
Згідно з переписом 2010 року, у переписній місцевості мешкало 316 осіб у 108 домогосподарствах у складі 94 родин. Густота населення становила 64 особи/км².  Було 110 помешкань (22/км²).
Расовий склад населення:
| - 91,5 % — білих - 3,2 % — корінних американців - 0,3 % — чорних або афроамериканців - 0,3 % — азіатів |

До двох чи більше рас належало 4,7 %. Частка іспаномовних становила 2,2 % від усіх жителів.
За віковим діапазоном населення розподілялося таким чином: 32,3 % — особи молодші 18 років, 56,9 % — особи у віці 18—64 років, 10,8 % — особи у віці 65 років та старші. Медіана віку мешканця становила 38,0 року. На 100 осіб жіночої статі у переписній місцевості припадало 98,7 чоловіків;  на 100 жінок у віці від 18 років та старших — 98,1 чоловіків також старших 18 років.
Середній дохід на одне домашнє господарство  становив 111 800 доларів США (медіана — 114 886), а середній дохід на одну сім'ю — 126 547 доларів (медіана — 126 000). 
Цивільне працевлаштоване населення становило 77 осіб. Основні галузі зайнятості: транспорт — 23,4 %, фінанси, страхування та нерухомість — 14,3 %, роздрібна торгівля — 13,0 %.